# Gospoda Pod Modrym Fartuchem w Toruniu
Gospoda Pod Modrym Fartuchem w Toruniu – kamienica znajdująca się w zachodniej pierzei Rynku Nowomiejskiego w Toruniu, pod numerem 8.

## Historia
Jest to najstarsza działająca do dzisiaj gospoda w Toruniu. Według tradycji budynek zbudowała w 1489 roku rodzina Szalitów. Obecny wygląd barokowy uzyskał w XVIII wieku. Nieznany jest wygląd poprzedniej kamienicy, w której mieściła się gospoda. W gospodzie gościli królowie Kazimierz IV Jagiellończyk i Jan I Olbracht. Prawdopodobnie w 1807 roku gospodę odwiedził Napoleon Bonaparte. W okresie międzywojennym gospoda była zaniedbana. Kontrola z 1929 roku wykazała, że sale były brudne, część pomieszczeń była źle oświetlona, a podłoga balkonu częściowo przegniła, przez co groziła bezpieczeństwu publicznemu. Gospoda została zniszczona podczas II wojny światowej. W 1945 roku Niemcy, planujący przekształcić gospodę w restaurację, zlikwidowali podziały wewnętrzne na kondygnacjach. Po II wojnie światowej wykazano, że ściany obwodowe (poza fasadą) są silnie odchylone i nadają się wyłącznie do rozbiórki. Ponadto uszkodzone były dach i stropy. W latach 50. zdecydowano się na remont kamienicy. Remont budynku zakończył się w 1959 roku. Obecnie w budynku mieści się restauracja.

## Odniesienia w kulturze
- Literat Tadeusz Petrykowski poświęcił gospodzie wiersz pt. Pod Modrym Fartuszkiem[8].
- Pisarka Maria Bogusławska napisała powieść historyczną pt. Gospoda pod Modrym Fartuszkiem. Utwór początkowo nazywał się Gospoda pod Złotym Pierścieniem i był wydawany w odcinkach w Słowie Pomorskim w latach 1921–1922. W 1922 roku w Warszawie ukazało się pierwsze wydanie powieści, następne w 1946 roku w Toruniu[9].